# Karl Eppinger
Karl Eppinger (* 6. Januar 1853 in Braunau (Broumov) in Böhmen; † 15. Juli 1911 in Salzburg) war ein österreichischer Politiker der deutschen Fortschrittspartei in Böhmen.

## Leben
Karl Eppinger, ein Bruder des Heinrich Eppinger (* 1842 in Karolinenthal bei Prag, verstorben 1913 in Broumov/Braunau in Böhmen), Jurist, Landesadvokat und Bezirksobmann in Braunau und des Mediziners Hans Eppinger senior (1848–1916), studierte als Sohn eines Notars nach dem Besuch des Gymnasiums seiner Geburtsstadt Rechtswissenschaften an der Universität in Prag. Während seines Studiums wurde er 1870 Mitglied der Burschenschaft Carolina Prag, nach 1945 Akademische Burschenschaft Carolina zu Prag in München. Er wurde 1877 zum Dr. iur. promoviert und war ab 1881 als Advokat und Rechtsanwalt in Niemes in Nordböhmen tätig, wo er 1890 Ortsschulrat, Stadtrat und Gemeinderat wurde. Er war Mitglied der Deutschen Fortschrittspartei in Österreich und von 1895 bis 1911 deren Landtagsabgeordneter im böhmischen Landtag. Er kämpfte gegen die Badenische Sprachverordnung vom 5. April 1897 (siehe bei: Kasimir Felix Badeni) und setzte sich nachdrücklich für die nationale Selbstverwaltung Böhmens ein.
Von 1902 bis 1907 war Karl Eppinger in Prag Landesausschussbeisitzer des Königreichs Böhmen und zugleich Leiter des Finanzressorts. Seit 1907, als Mitglied im Herrenhaus (Österreich), war er zeitweise auch Intendant des Deutschen Landestheaters in Prag, dem späteren Státní opera Praha.